# إيموجن باين
إيموجن باين (بالإنجليزية: Imogen Bain)‏ هي ممثلة بريطانية، ولدت في 17 أبريل 1959 في لندن في المملكة المتحدة، وتوفيت في 5 يوليو 2014.

## وصلات خارجية
- إيموجن باين على موقع IMDb (الإنجليزية)
- إيموجن باين على موقع ألو سيني (الفرنسية)
- إيموجن باين على موقع أول موفي (الإنجليزية)
- إيموجن باين على موقع قاعدة بيانات الأفلام السويدية (السويدية)
- إيموجن باين على موقع قاعدة بيانات الفيلم (الإنجليزية)
- إيموجن باين على موقع كينوبويسك (الروسية)